# Lapinjärvi och Autiojärvi
Lapinjärvi och Autiojärvi är en sjö i Finland. Den ligger i kommunen Kuhmo i landskapet Kajanaland, i den centrala delen av landet, 500 km nordost om huvudstaden Helsingfors. Lapinjärvi och Autiojärvi ligger 200,1 meter över havet. Den ligger vid sjön Vepsänjärvi. I omgivningarna runt Lapinjärvi och Autiojärvi växer i huvudsak barrskog. Den är 7,1 meter djup. Arean är 80,4 hektar och strandlinjen är 7,01 kilometer lång. Sjön  ingår i Uleälvens huvudavrinningsområde. 